# 下諏訪宿

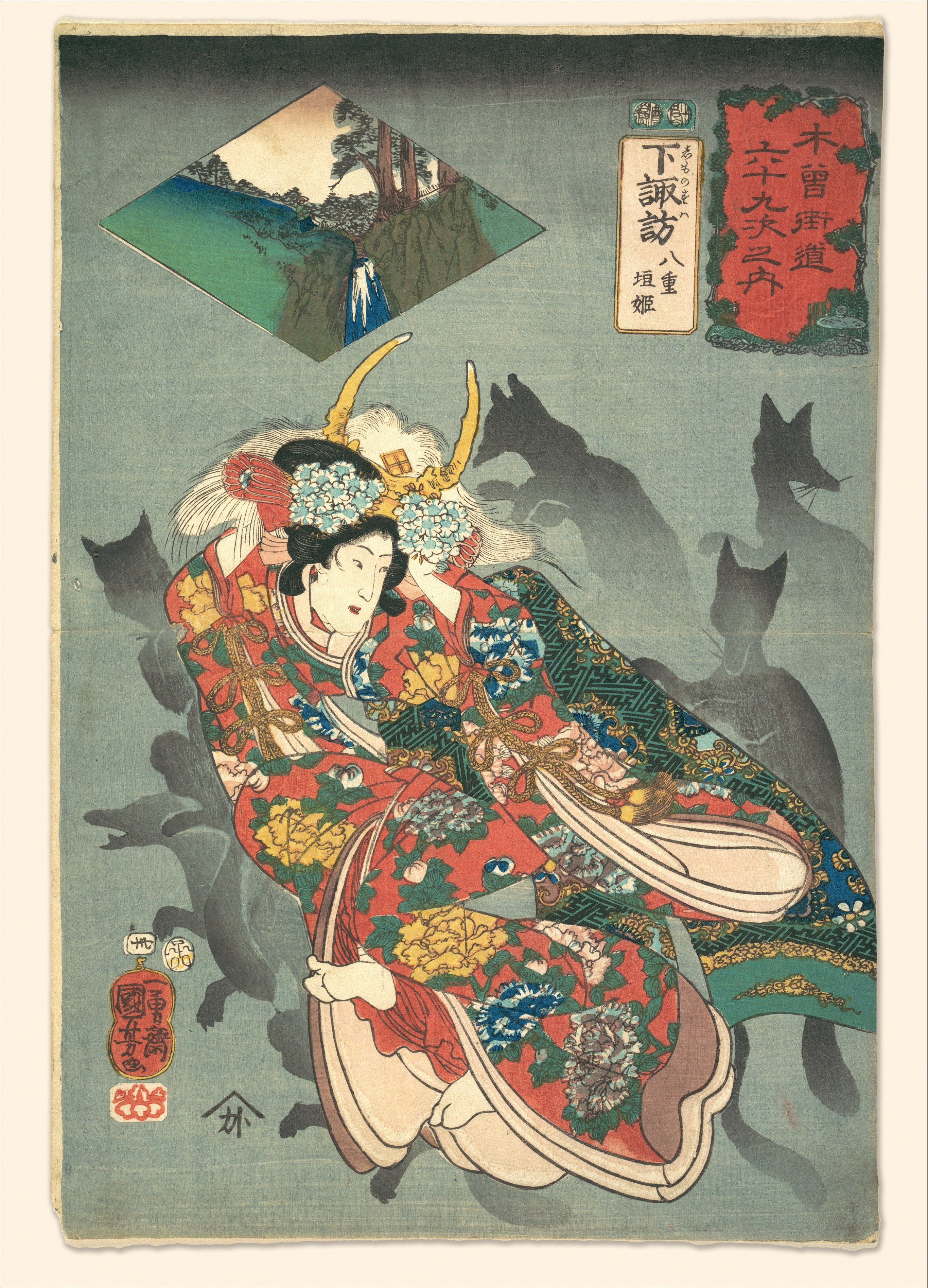
諏訪法性兜と八重垣姫（木曽街道六十九次之内・下諏訪宿 八重垣姫（本朝廿四孝）歌川国芳画）

下諏訪宿（しもすわしゅく）は、中山道六十九次のうち江戸から数えて二十九番目、かつ甲州街道の終点にあたる宿場。
現在の長野県諏訪郡下諏訪町の中心部にあたり、難所であった和田峠の西の入口として、諏訪大社下社（しもしゃ）の門前町として栄えた。また、甲州街道の終点でもあり、45軒の旅籠があった。古くは鎌倉時代から温泉の利用が確認されており、中山道唯一の温泉のある宿場であり、当時の絵画などには温泉を利用する旅人たちが描かれている。旧称は下ノ諏訪。大規模に観光開発された上諏訪温泉と異なり、小規模な旅館街と入浴施設があるだけで、歓楽的な雰囲気はない。
天保14年（1843年）の『中山道宿村大概帳』によれば、下諏訪宿の宿内家数は315軒、うち本陣1軒、脇本陣1軒、旅籠40軒で宿内人口は1,345人であった。

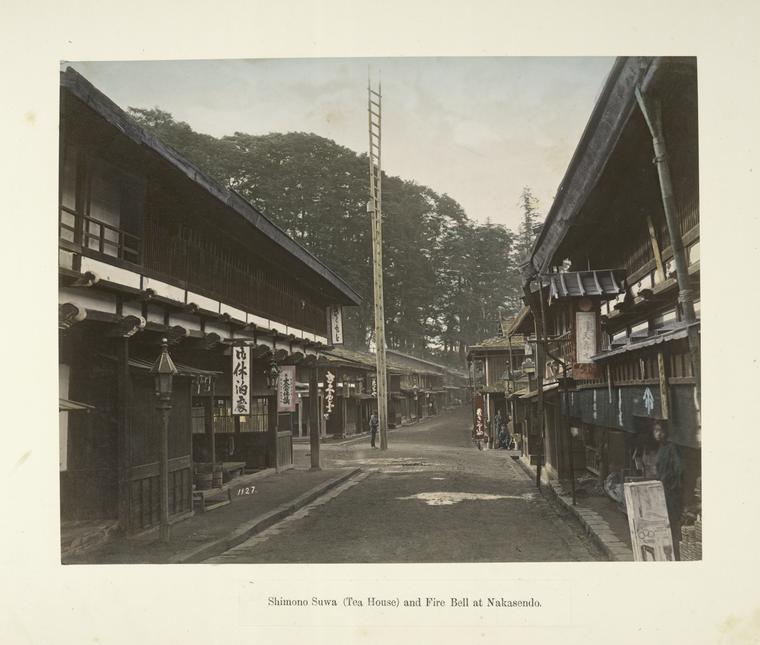
日下部金兵衛「中山道下諏訪の半鐘と宿場」（1800年代）

## 本陣岩波家
本陣は2023年（令和5年）に県宝に指定され、本陣 岩波家として現在も一部が一般公開されている。諏訪大社下社秋宮の境内を借景とし、広大な庭園を持つことが知られていたが、現在は宅地化が進み、一部のみを見ることができる。皇女和宮降嫁の際、また、明治天皇が宿泊した際奥の座敷を見学できる。玄関には、大名家が宿泊している時に掲げる徳川御三家、井伊家などの関札や武田信玄の書状を展示している。脇本陣「桔梗屋」「まるや」は旅館として現在も営業している。

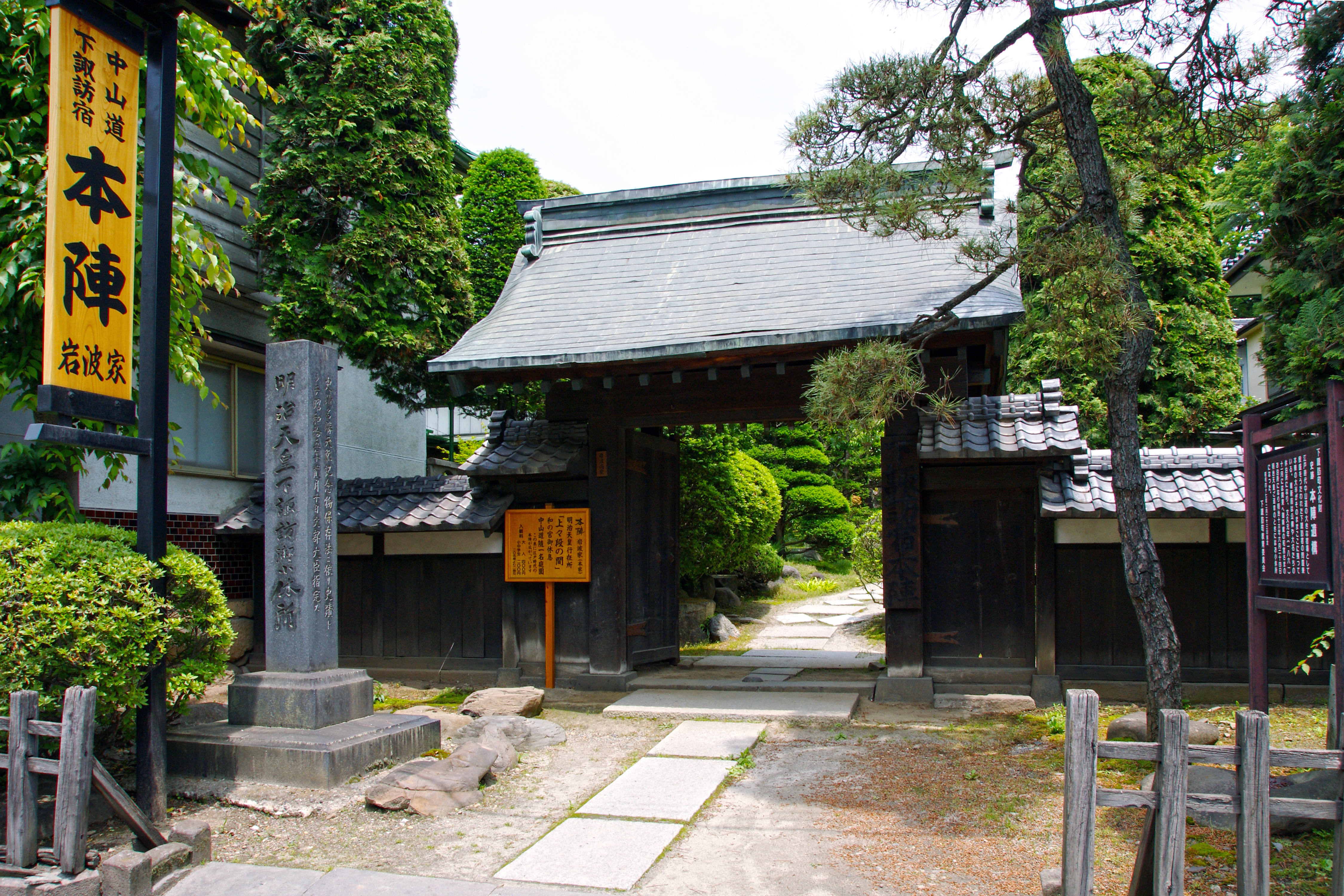
本陣 岩波家

## 史跡・見どころ
この節の出典
- 史跡
  - 中山道と甲州街道の合流点
  - 魁塚 - 赤報隊相楽総三の墓
  - 慈雲寺
  - 諏訪大社下社春宮
  - 万治の石仏
  - 諏訪大社下社秋宮
  - 御作田社
- 観光施設
  - 八幡坂高札広場
  - 七曜星社蔵 - 歴史資料を所蔵
  - 根津八紘美術館
  - 諏訪湖博物館分館
    - 下諏訪町立今井邦子文学館 - 邦子の実家の営んでいた茶屋「松屋」を再現
    - 宿場街道資料館 - 江戸時代の宿場の建物を明治時代復元したものを資料館にしている
    - 伏見屋邸 - 明治時代の大商家、当時の商家を保存展示

  - 本陣岩波家[3]
  - しもすわ今昔館おいでや
    - 時計工房儀象堂 - 時計の体験工房や歴史展示室、屋上に復元された天文観測時計塔「水運儀象台」がある
    - 星ヶ塔ミュージアム矢の根や - 黒曜石に関する展示

  - ニデックオルゴール記念館「すわのね」
  - おんばしら館よいさ - 御柱のテーマパーク

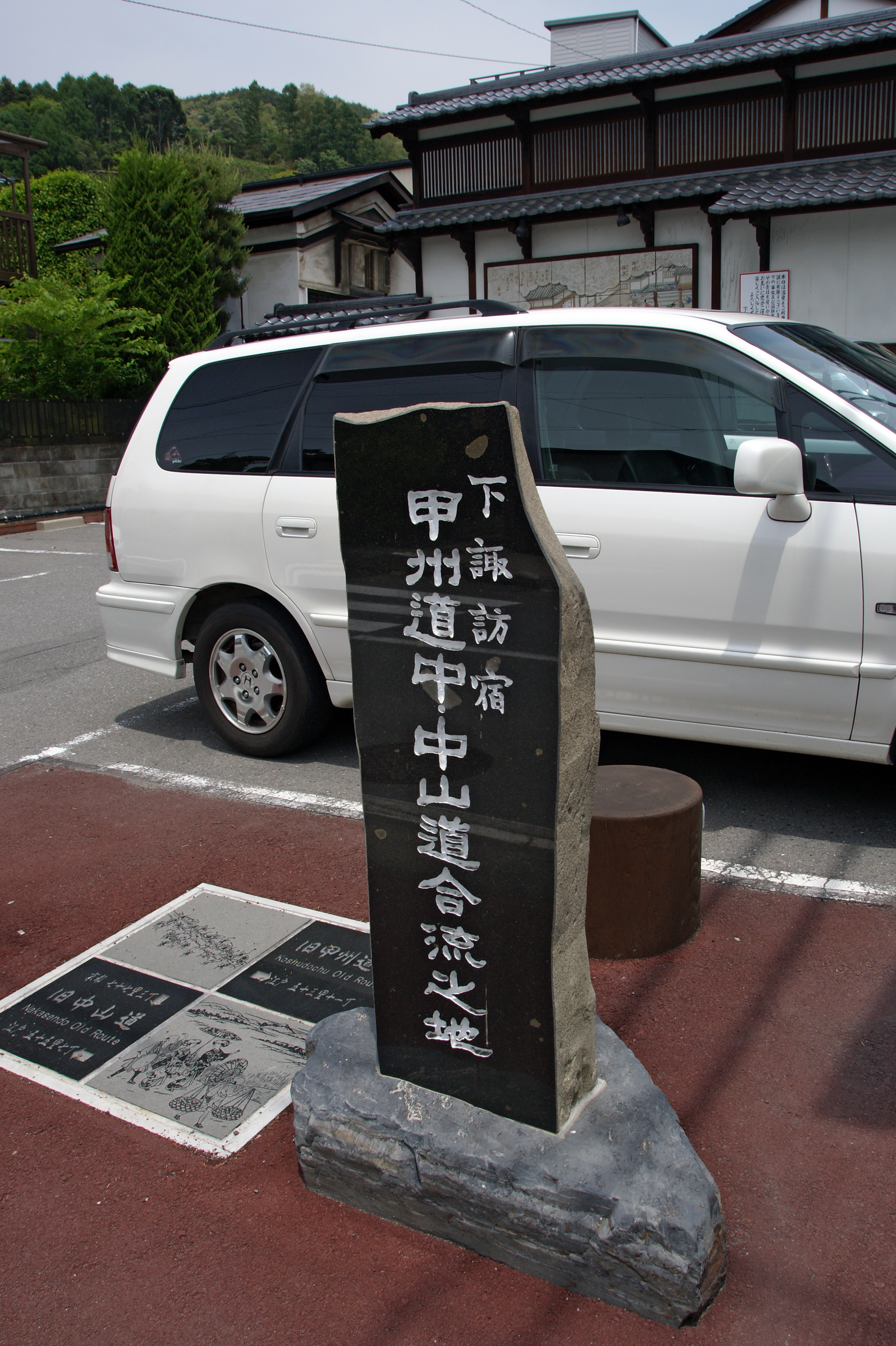
中山道と甲州街道の合流点
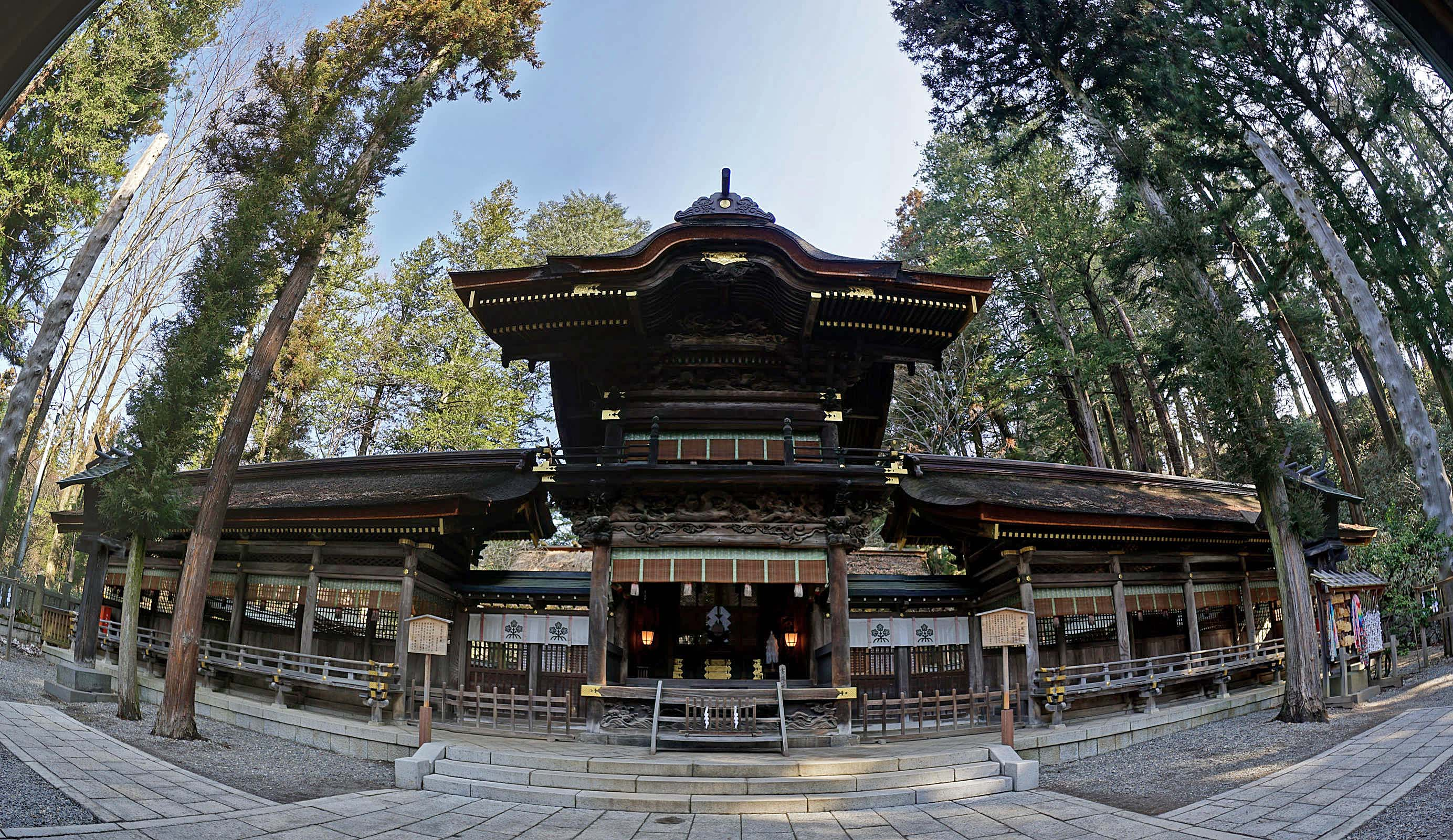
諏訪大社下社春宮
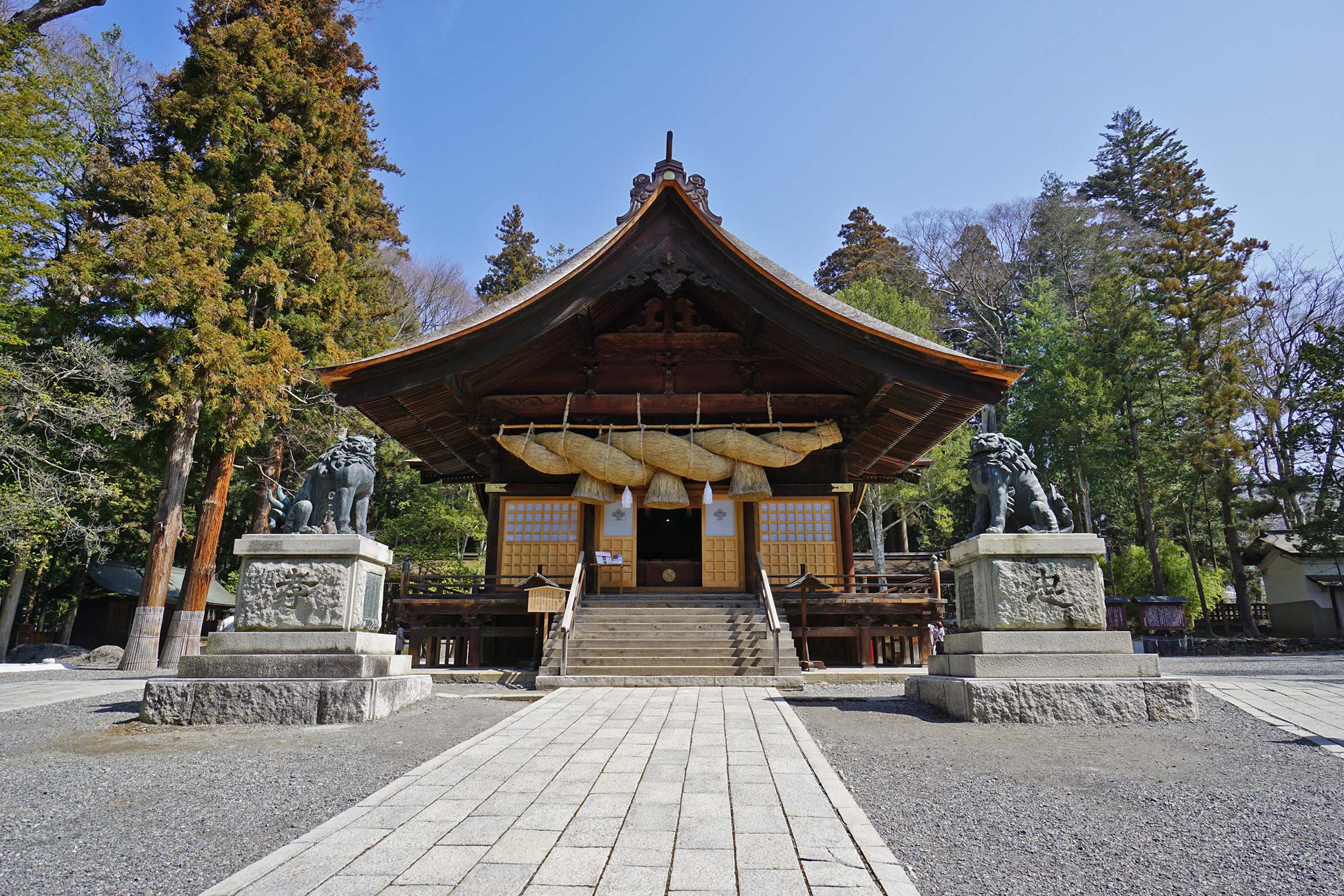
諏訪大社下社秋宮
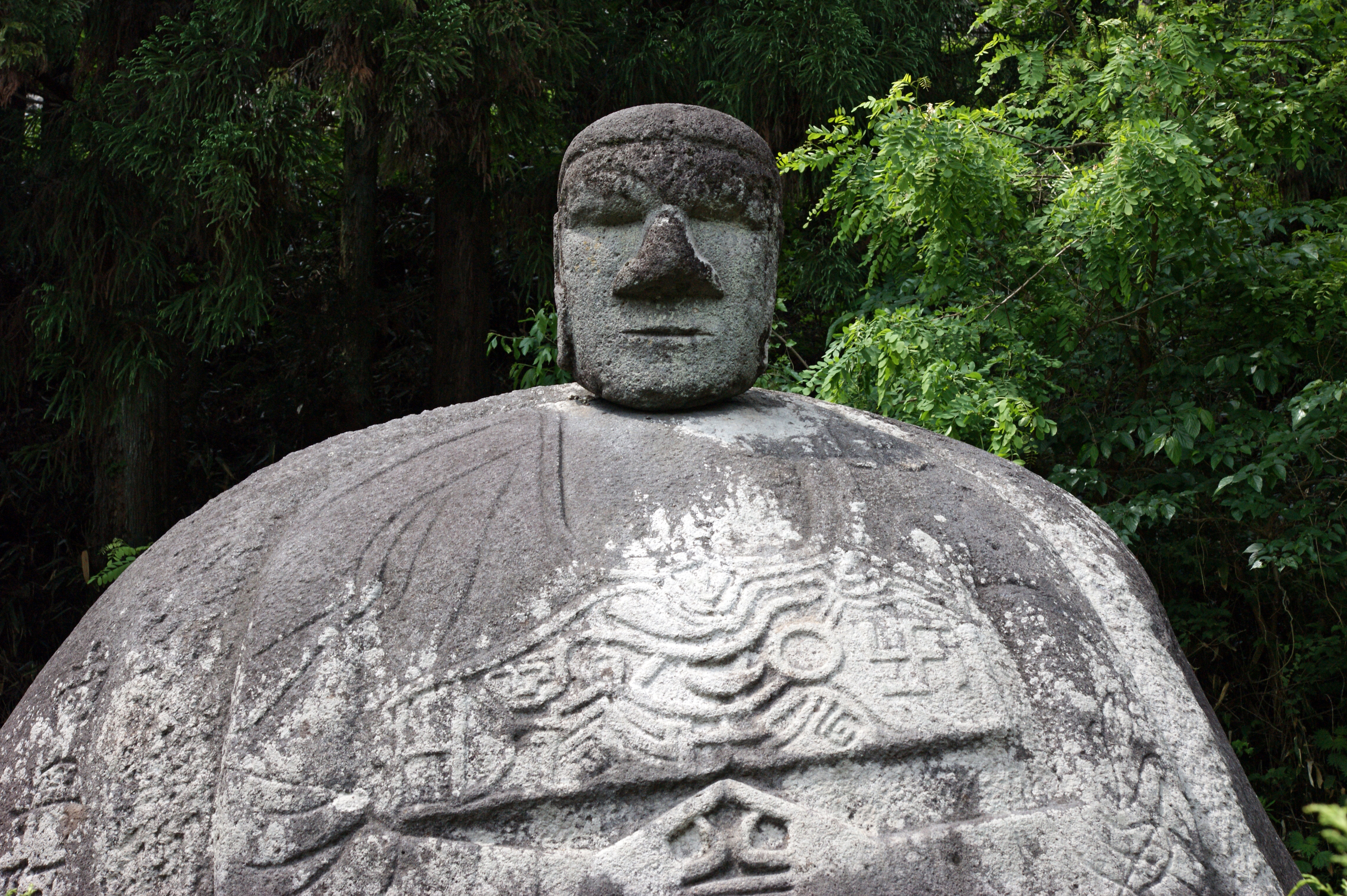
万治の石仏
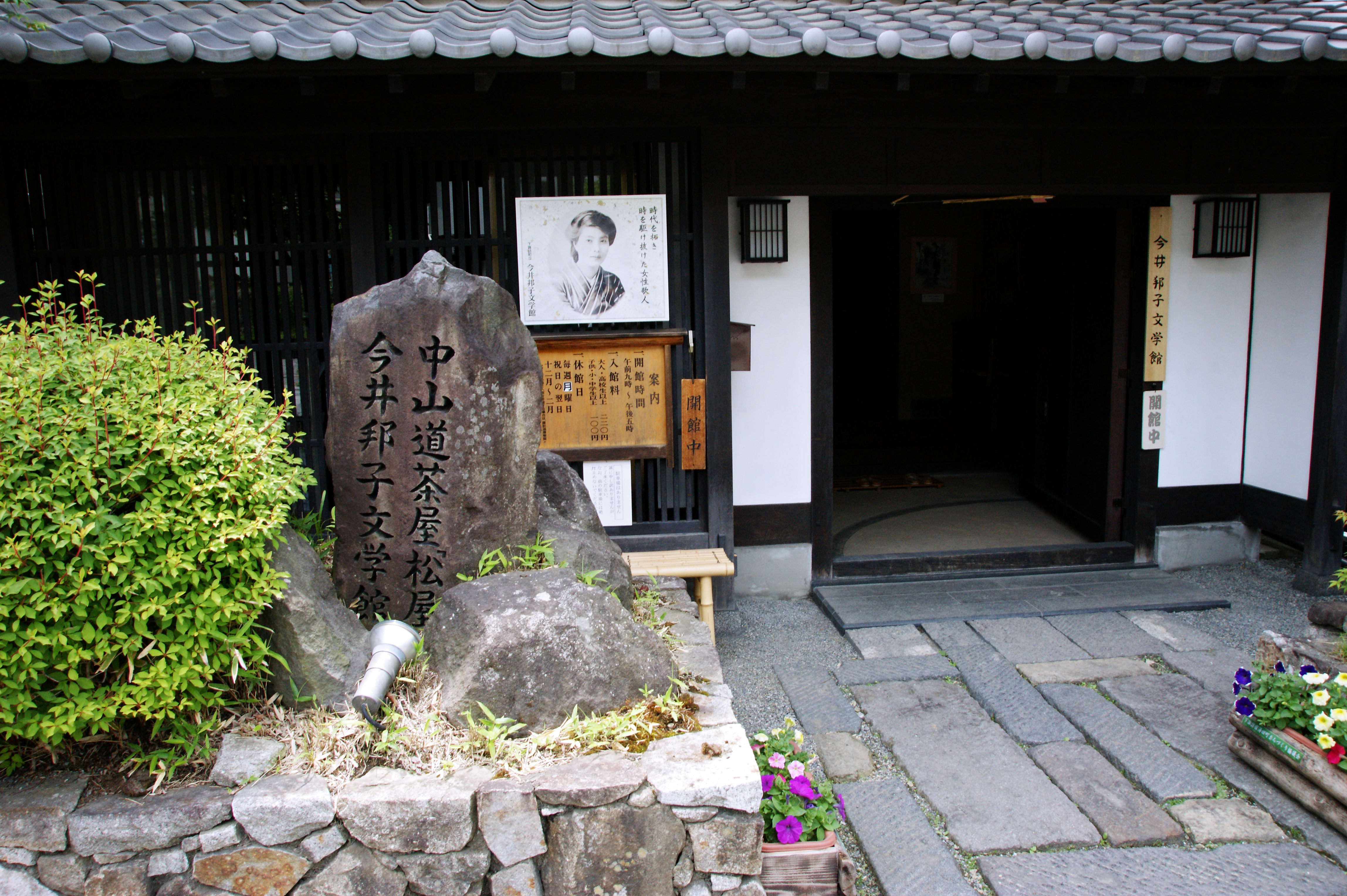
今井邦子文学館

## 最寄り駅
- JR中央本線 下諏訪駅

## 隣の宿
中山道
和田宿 - 下諏訪宿 - 塩尻宿
甲州街道
下諏訪宿 - 上諏訪宿